# Mallinella koupensis
Mallinella koupensis là một loài nhện trong họ Zodariidae.
Loài này thuộc chi Mallinella. Mallinella koupensis được Robert Bosmans & van Hove miêu tả năm 1986.